# موسیقی مجاز و غیرمجاز
موسیقی مجاز غیرمجاز اصطلاحاتی هستند که پس از انقلاب در ایران برای دسته‌بندی انواع موسیقی به‌کار می‌رود. ملاک مجاز یا غیرمجاز بودن، داشتن مجوز وزارت فرهنگ و ارشاد اسلامی است. داشتن حق تکثیر (کپی‌رایت) این آثار در ایران، منوط به داشتن مجوز است.
یک اثر موسیقایی، باید برای ترانه از شورای مجوز شعر و برای اثر صوتی به صورت جداگانه دارای مجوز باشد. اگرچه روند مجوزدهی وزارت ارشاد به موسیقی پیچیده و ملاک‌های آن تا حدودی مبهم است، اما موسیقی‌هایی که محتوای ناامیدکننده یا عاشقانه داشته‌باشند معمولاً در دریافت مجوز با مشکل روبرو می‌شوند. بیشتر هنرمندان سبک‌های رپ و راک نیز از دریافت مجوز بازمانده‌اند.
موسیقی‌های غیرمجاز ایرانی، معمولاً یا به دسته موسیقی لس‌آنجلسی یا به موسیقی زیرزمینی تعلق دارند. هنرمندان موسیقی غیرمجاز، در برگزاری کنسرت و فروش آثار خود با محدودیت‌های قانونی روبرو هستند.

## پخش موسیقی غیرمجاز در اتوبوس و تاکسی
پخش هر گونه موسیقی غیرمجاز در اتوبوس و تاکسی ممنوع است. سرهنگ محمدرضا مهماندار فرمانده پلیس راه ایران در سال ۱۳۹۱ با اشاره به این موضوع از برخورد با رانندگان ناوگان مسافربری و اتوبوس‌هایی که تخلفات حادثه ساز داشته، از موسیقی غیر مجاز استفاده کرده و برای فریضه نماز خودرو را متوقف نمی‌کنند در طرح تابستانه خبر داد. پخش موسیقی غیرمجاز در تاکسی‌های ایران تخلف محسوب می‌شود.